# Danviksbron
Danviksbron är en bro vid Danvikstull i Stockholm. Den är egentligen två klaffbroar med en meters avstånd från varandra över Danvikskanalen för Saltsjöbanan och Värmdövägen, mot Nacka och Värmdö kommuner, varav den första stod färdig 1922 och den andra 1956. Broarna förbinder Stockholmsstadsdelarna Södermalm (västra sidan) och Södra Hammarbyhamnen (östra sidan). 
Den officiella namnformen är Danviksbro och den fastställdes 1926. Den vanligaste talspråksformen är dock Danviksbron. Danviksbrons enorma motvikt i betong har blivit ett lokalt välkänt inslag i stadsbilden.

## Historik
Namnet Daneviken förekommer redan 1544 och avleds troligen från danernas vik (danskarnas vik). Innan Hammarbyleden byggdes rann Hammarby sjö vid Danviken i en liten bäck ut i Saltsjön. Över denna bäck fanns en enkel träbro med kort spännvidd, som torde ha varit ganska oförändrat ända sedan Gustav Vasas tid. Vid bäckens utlopp till Saltsjön fanns en kvarn och en hammarsmedja. År 1893 tillkom Saltsjöbanans viadukt. Utseendet var i princip oförändrat fram till det stora kanalbygget på 1920-talet.

## Första klaffbron

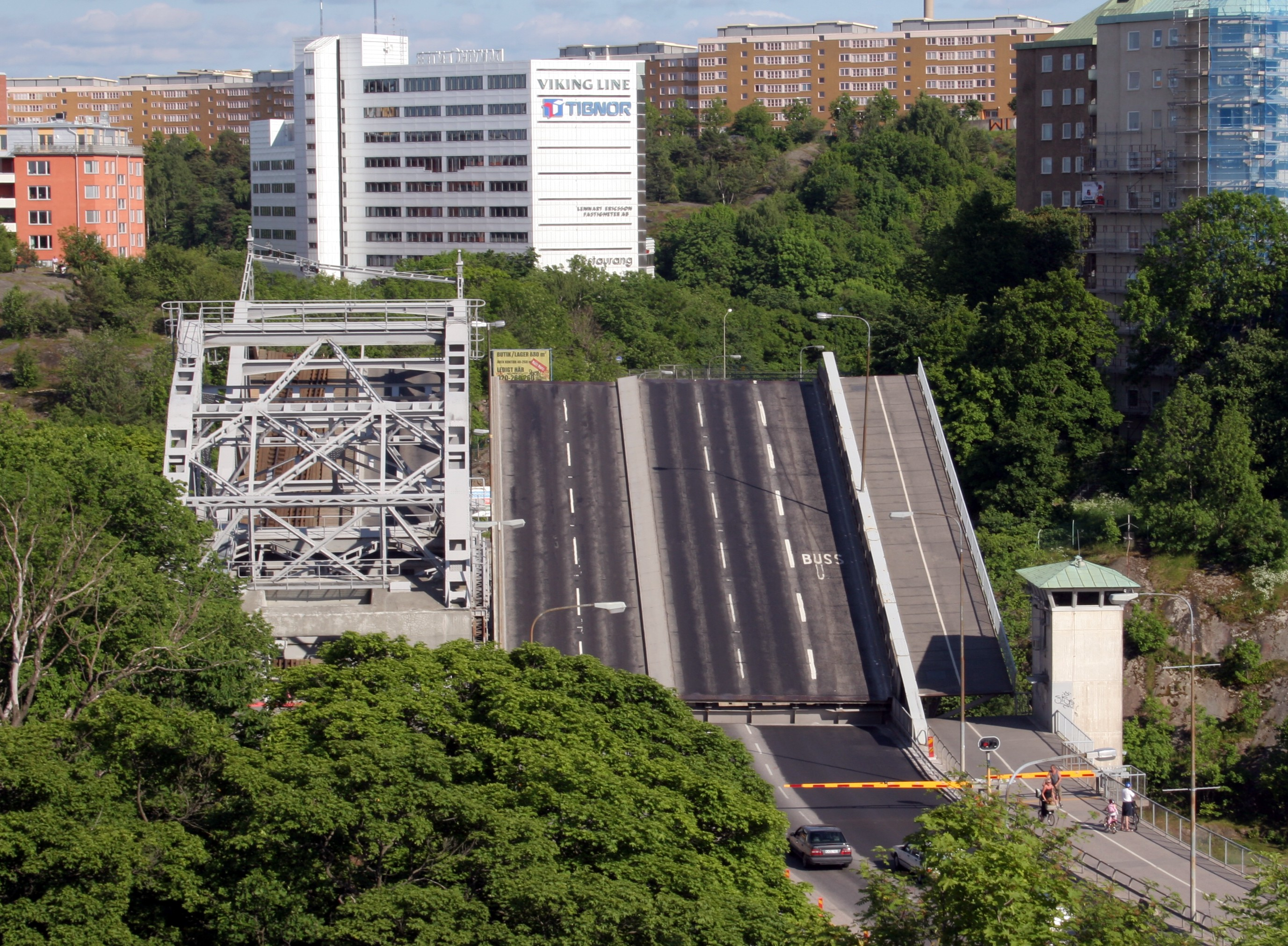
Första och andra klaffbron öppna 2005

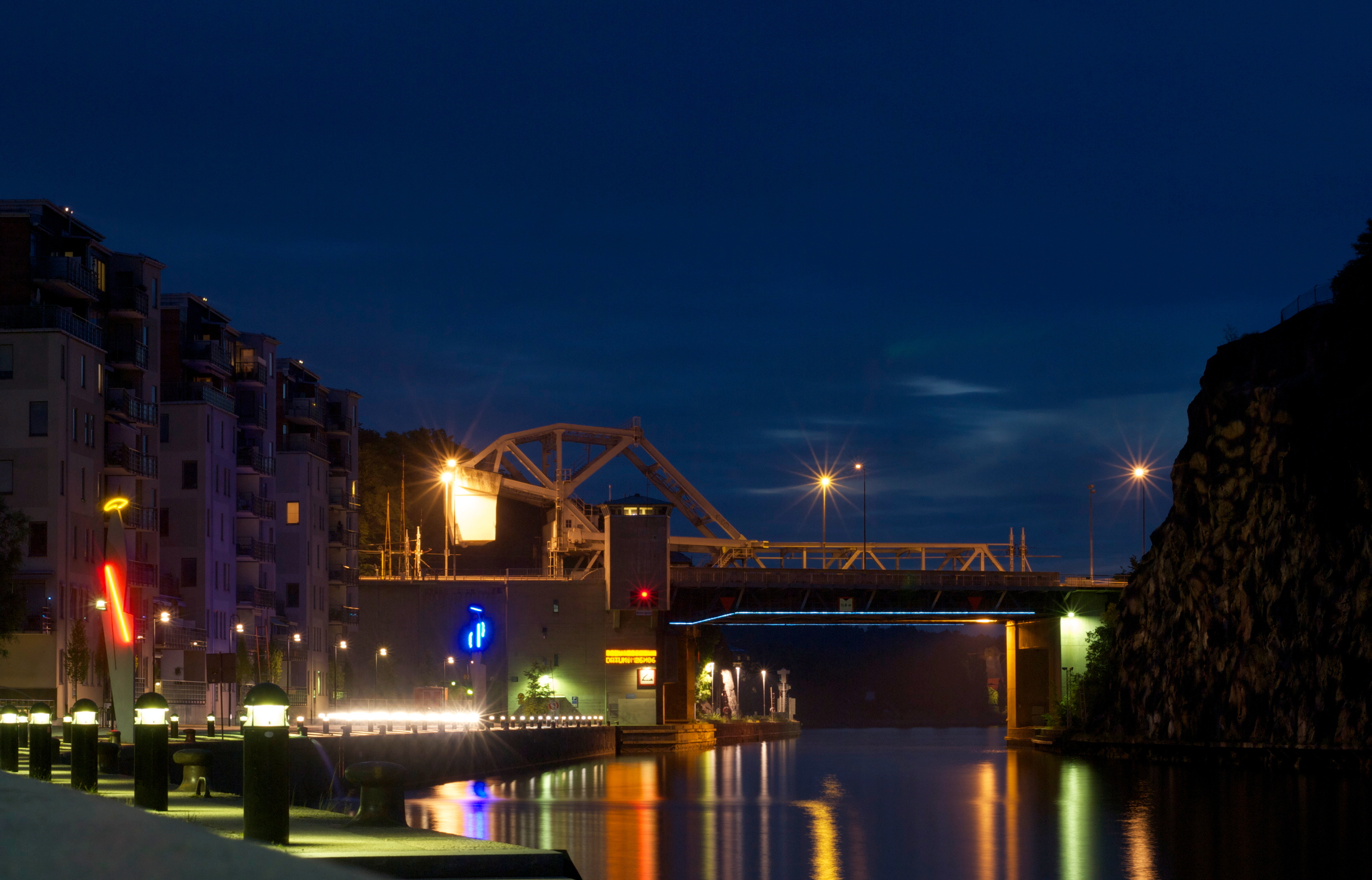
Bron med belysning på natten.

När Danvikskanalen sprängdes fram i början av 1920-talet byggdes den första av de nuvarande broarna, som ersatte träbron och Saltsjöbanans viadukt. 
Bron öppnade för järnvägstrafik den 20 november 1921 och för gatutrafik den 28 augusti 1922. 
Den nya bron blev en 14 meter bred enkelarmad klaffbro med en enorm motvikt av betong över brobanan och en segelfri höjd av 12,5 meter. Bärarmarna konstruerades som ett fackverk av stål och på östra sidan anslöts bron till en betongviadukt i tre spann.
Ingenjör Ernst Nilsson anses i många källor som ansvarig för den norra brons konstruktion, men i den antikvariska förundersökning som gjordes 2018 anges att de flesta konstruktionsritningar av brons stålkonstruktion är av tyskt upphov och är en kopia på en av Joseph Baermann Strauss stålbroar i Chicago, vars ritningar spridits i Tyskland.
Den arkitektoniska utformningen av manöverhus, underbyggnad och landfästen gjordes av Hamnbyggnadsbyrån. Manöverhuset ritades troligen av ingenjör A. Wickert på Hamnbyggnadsavdelningen. Arkitekterna Eskil Sundahl och Martin Westerberg hade deltagit i den pristävling som Stockholms hamnstyrelse utlyste 1917 för den arkitektoniska gestaltningen av Danviksbron
Bron hade redan från början förutom Saltsjöbanans spår ett enda körfält för bilar, bussar, gående och cyklister. Idag används det körfältet som kollektivkörfält över bron.
Fram till 1940-talet anslöt bron på Södermalmssidan till Danviksgatan, det vill säga vid nuvarande Alsnögatans vändplan igenom kvarteret Sommaren. Från 1940-talet ansluter den istället till Folkungagatan, som utbyggdes till motorled 1973.
Den norra klaffbron totalrenoveras för närvarande. Rivningsarbetna påbörjades 2023, och återuppbyggnaden av bron väntas vara färdig hösten 2026. Norra Danviksbron renoveras

## Andra klaffbron

Danviksbron fotograferad österifrån i november 1955, under bygget av den nya klaffbro som invigdes i juli 1956.

År 1951 framlades ett förslag till breddning av bron, som innebar att ytterligare en bro skulle uppföras söder om den första, också den en enkelarmad klaffbro. Beslutet fattades 1952, byggarbetena inleddes 1953 och 1 juni 1956 invigdes den nya bron. Den blev 22 meter bred, varav 14 meter körbana och fem meter gång/cykelbana och med samma segelfria höjd som den första klaffbron. Ytterligare breddning av bron gjordes 1973–1977 till att rymma sex körfält.
Under högtrafiktid, vardagar 6.00–9.15 samt 15.30–18.30, sker inga broöppningar, eftersom det då snabbt bildas långa köer både på Värmdövägen och Folkungagatan.

## Tidigare planer på ny bro eller tunnel
Det fanns till 2011 planer på att bygga en ny dubbelspårig högbro eller tunnel för Saltsjöbanan. Den skulle ersätta den första klaffbron. Stigande kostnadsberäkningar (mer än 3 miljarder kronor inklusive ny dubbelspårig spårväg till Slussen) orsakade tvekan, och det har sedan istället beslutats att satsa på att bygga tunnelbana mellan Kungsträdgården och Nacka.

## Danviksbron i film
Den låga segelfria höjden har bland annat utnyttjats till nackdel för en Maxi 909 i filmen SOS – en segelsällskapsresa (1988) som fastnar med masten i just Danviksbron vid broöppningen och till fördel för en liten utombordare med en flaggstång till mast i filmen Varning för Jönssonligan (1981).

## Sjöfart
Segelfri höjd under Danviksbron är 11,7 meter och 12,8 meter fri höjd.